# Мейжис Ірина Альбертівна
Ірина Альбертівна Мейжис (5 грудня 1945, Миколаїв) — український і фінський науковець, бібліотекознавець, соціолог, психолог, доктор педагогічних наук, професор, громадський діяч.

## Біографія
Народилася в Миколаєві, українка. Закінчила Ленінградський інститут культури, бібліотечний факультет (1965–1969 рр.).
- У 1969–1975 рр. — головний бібліотекар Миколаївської обласної бібліотеки для дітей.
- З 1975 р. — працює в Миколаївській філії Київського інституту культури:
  - з 1975 — викладач, старший викладач,
  - з 1982 р. — доцент,
  - у 1987–1992 рр. — завідувач кафедри бібліотекознавства і бібліографії,
  - у 1992–1994 рр. — докторант цього інституту.
- У липні 1994 — квітні 1998 рр. займала посаду заступника голови з виконавчої роботи з питань освіти, культури, охорони здоров'я та спорту Миколаївської міськради народних депутатів.
- З травня 1998 р. — декан департаменту політології, професор Миколаївської філії Національного університету «Києво-Могилянська академія» (нині Чорноморський державний університет імені Петра Могили).
- З 2001 р. деякий час жила і працювала в Лагті, Фінляндія.
- Завідувач кафедри соціології Чорноморського державного університету імені Петра Могили.[1]

## Наукова діяльність
1980 р. захистила кандидатську дисертацію на тему «Героїко-патріотична література в читанні підлітків». 1992 захистила докторську дисертацію на тему «Соціально-психологічні засади бібліотечної справи».
Автор (співавтор) близько 60 наукових праць, зокрема підручника «Соціально-психологічні основи бібліотечної роботи» (1994), співавтор монографії «Технологии преодоления сопротивления муниципальным реформам» (2000).
Разом з Людмилою Почебут є автором навчального посібника «Социальная психология».

## Громадська діяльність
У 1991 році заснувала та стала першою головою Миколаївської обласної бібліотечної асоціації. Це була перша подібна організація в Україні. Вона виникла на два роки раніше Української бібліотечної асоціації (УБА). Член УБА з 1995 року.
1997 р. разом з Олександром Бердниковим заснувала Миколаївський притулок для безпритульних.
Станом на 2012 р. очлювала Миколаївський міський фонд підтримки засобів масової інформації.

## Політична діяльність
- З травня 1991 по лютий 1996 — член Партії демократичного відродження України, з травня 1995 по лютий 1996 — голова Миколаївської обласної організації ПДВУ.
- З 1996 по 1999 роки — член Народно-демократичної партії.
  - З лютого 1996 року по вересень 1998 року — 1-й заступник голови Миколаївської обласної організації НДП.
  - У 1997–1999 рр. — голова Миколаївської міської організації НДП.
  - З лютого 1996 по липень 1997 рр. — член Політради НДП.
  - У березні 1998 р. — кандидат в народні депутати України від Народно-демократичної партії, № 70 в списку. На час виборів — заступник голови Миколаївського міськвиконкому.
- З грудня 1999 по грудень 2000 голова Миколаївської обласної організації УНП «Собор».